# Gonja (grup humà)
Els gonja són els membres d'un grup ètnic guang que tenen el territori a la riba superior del llac Volta, a la regió Septentrional i a la regió Brong-Ahafo. La seva llengua materna és la llengua gonja. Hi ha entre 230.000 i 289.000 gonja a Ghana Els gonja havien tingut el regne de Gonja, al nord de l'actual Ghana. El seu codi ètnic és NAB59f i el seu ID és 11925.

## Situació geogràfica i pobles veïns
El territori gonja està situat a la regió Septentrional, a la base superior del llac Volta i al districte de Kintampo Septentrional, a la regió Brong-Ahafo, en una zona separada, cap a l'oest de la primera.
Segons el mapa lingüístic de Ghana de l'ethnologue, el gonja té 5 territoris diferenciats. Tots aquests territoris estan situats al centre (del vèrtex nord-sud) de Ghana. 4 d'aquests territoris són contigus i estan situats a la zona més septentrional del llac Volta, als dos marges, però la més gran està al marge oriental. El cinquè territori està situat molt més a l'oest, a prop de la frontera amb Costa d'Ivori i és un territori molt més petit. Aquest territori està situat al nord-est del Volta Negre i fa frontera amb el territori dels birifors meridionals i dels safalibes, a l'oest i al nord hi viuen els vagles; a l'est i al sud hi ha un territori en el que cap grup ètnic hi té el territori. Els altres quatre territoris estan situats més al centre del país, al llarg dels dos marges de la part superior del llac Volta i tenen un petit territori aïllat a l'oest, sense cap poble veí. Els hangues, que són els membres d'un grup ètnic que viuen al nord-oest del territori gonja comparteixen una petita zona de parla gonja. Els altres veïns que tenen al nord els gonja són els kamares, els tampulmes i els dagbanis. A l'est i al sud hi viuen els chumburungs.

### El Gonja a la Regió Septentrional
Els districtes de la regió Septentrional en els que es parla més gonja són Gonja Oriental, Gonja Occidental i Bole. Els gonja són els membres del grup ètnic guang més nombrosos a la regió Septentrional. Els guangs són el 8,7% dels habitants de la regió.

### El Gonja a la Regió Brong-Ahafo
Els guangs són el grup principal del districte de Sene i també tenen un presència important al districte d'Atebubu-Amantin, una zona que abans del 1959 formava part de la regió Septentrional i que està habitada pels gonja.

## Història

### Regne de Gonja
El regne de Gonja fou un regne del nord de l'actual Ghana dominat pels gonja. El segle xvii, quan va caure l'Imperi Songhai el clan ngbanya mande es va traslladar cap al sud creuant el Volta Negre i fan fundar la ciutat de Yagbum. Aquest regne es va expandir ràpidament sota el lideratge del rei Naba'a conquerint moltes zones veïnes del Volta Blanc i van començar a comerciar amb els àkans. El 1675 els gonja van establir un cap clànic anomenat Yagbongwura per a controlar el regne. La dinastia Ngbanya ha dominat la zona fins a l'actualitat i només han petit dos breus interregnes. L'actual Yagbongwura és líder es diu Tuntumba Sulemana Jakpa Bore Essa i és el líder tradicional des del 2010.
La societat gonja precolonial estava estratificada en castes: hi ha una classe dominat, una classe comercial, una classe de sacerdots animistes i una classe d'esclaus. La seva economia depenia en gran manera del comerç d'esclaus i de la cola nitida, sobretot a través de la ciutat mercat de Salaga.

## Llengua
La llengua materna dels gonja és la llengua gonja. A més a més, també parlen anglès. Els hangues i els safalibes parlen la llengua gonja com a segona llengua.

## Religió
L'Islam és la religió que té més seguidors entre els gonja (58%), seguida per les religions africanes tradicionals (38%) i una petita minoria de cristians (4%). D'aquests, la meitat pertanyen a esglésies independents, un quart són catòlics i una quarta part són protestants. Segons el joshuaproject, només el 0,5% dels gonja cristians segueixen el moviment evangèlic.